# النخر العظمي في الفك
النخر العظمي في الفك (ONJ) هو مرض حاد في العظام (تنخر عظمي) يصيب الفكين (الفك العلوي والفك السفلي). وُصفت أشكال مختلفة من المرض على مدار 160 عامًا الماضية. اقتُرحت العديد من الأسباب في الأدبيات الطبية.
عُرّف النخر العظمي للفك المرتبط بأدوية البيفوسفونات، والموجود في بعض أنظمة علاج السرطان، على أنه حالة مرضية (تنخر عظم الفك المرتبط بالبيسفوسفونات) منذ عام 2003. ما تزال المخاطر المحتملة من الجرعات الفموية المنخفضة من البيفوسفونات، التي يأخذها المرضى لمنع أو علاج هشاشة العظام، غير مؤكدة.
استكشفت خيارات العلاج، ومع ذلك، ما تزال الحالات الشديدة من النخر العظمي في الفك تتطلب الاستئصال الجراحي للعظم المصاب. يُطلَب تاريخ شامل وتقييم للمشاكل الجهازية الموجودة مسبقًا والمواقع المحتملة لعدوى الأسنان للمساعدة في منع حدوث هذه الحالة، خاصة إذا كان المريض يتناول أدوية البيفوسفونات.

## العلامات والأعراض
العَرَض المؤكد لحالة النخر العظمي للفك هو تعرض (انكشاف) عظم الفك السفلي أو عظم الفك العلوي من خلال وجود آفات لا تلتئم مع الوقت في اللثة. قد يكون الألم أو التهاب الأنسجة الرخوة المحيطة أو العدوى الثانوية أو التصريف موجودًا أو غير موجود. يكون المرض أكثر شيوعًا بعد إجراءات الأسنان الغازية، مثل قلع الأسنان، ومن الممكن أيضًا أن يحدث عفويًا. قد لا تكون هناك أعراض لأسابيع أو لأشهر، حتى تظهر الآفات مع العظام المكشوفة، ويُعد ظهور الحالة أكثر شيوعًا في الفك السفلي من الفك العلوي.
- الألم والاعتلال العصبي.[6]
- الحمامى والتقيّح.
- رائحة الفم الكريهة.

النخر العظمي للفك السفلي أشيع من نخر الفك العلوي بعد التعرض للإشعاع، وذلك بسبب وجود العديد من الأوعية الدموية في الفك العلوي.
تتشابه أعراض هذه الحالة جدًا مع أعراض تنخر عظم الفك المرتبط بالأدوية. يعاني المرضى من ألم شديد، وقد تنتفخ المنطقة، ونستطيع رؤية العظام عبر الآفات، وقد تحدث كسور. يعاني المرضى أيضًا من جفاف الفم ويجدون صعوبة في الحفاظ على نظافة فمهم، ويكون المريض المصاب بالنخر العظمي أيضًا عرضة للعدوى البكتيرية والفطرية.
تموت الخلايا البانية للعظم، التي تشكل النسيج العظمي بسبب الإشعاع ويزداد نشاط ناقضات العظم.
لا يمكن علاج هذه الحالة بالمضادات الحيوية بسبب عدم وجود إمداد دموي للعظام، مما يجعل من الصعب على المضادات الحيوية الوصول إلى العوامل الممرضة المحتملة.
تؤدي هذه الحالة إلى صعوبات شديدة في تناول الطعام والشراب، يساعد استئصال المناطق العظمية الميتة جراحيًا على تحسين الدورة الدموية وتقليل الميكروبات في المنطقة المصابة.

## الفيزيولوجيا المرضية

### التغيرات النسيجية المرضية
قد يعاني الأشخاص المصابون بالنخر العظمي في الفك من تنخر في العظم أو في نخاع العظم بسبب تناقص الإمداد الدموي إليه بالتدريج. يتطور عند العظام التي تعاني من ضعف مزمن في تدفق الدم إليها إما نخاع عظم ليفي؛ لأن الألياف يمكن أن تعيش بسهولة في حال نقص الإمداد الدموي، أو نخاع عظم دهني ميت (التعفن الرطب)، أو نخاع عظم جاف جدًا (التعفن الجاف)، أو نخاع عظم مجوف تمامًا (تجوف نخاع العظم). يبدأ ضعف تدفق الدم بعد احتشاء العظام، وهو جلطة دموية تتشكل داخل الأوعية الدموية الأصغر لأنسجة العظم الإسفنجي.
عُرفت العديد من التغيرات المرضية التي تحدث خلال الإقفار في نخاع العظام وترابيق العظم الإسفنجي الفموي. مجهريًا، تُرى مناطق من التنكس و/أو التنخر الدهني بشكل واضح، غالبًا مع دهون مجمعة من الخلايا الدهنية الميتة (أكياس الزيت) وتليف النخاع (التنكس الدهني الشبكي). تكون هذه التغيرات موجودة حتى لو بدت معظم الترابيق العظمية للوهلة الأولى قابلة للحياة وناضجة وطبيعية، ولكن سيتوضح أثناء الفحص الدقيق الفقد البؤري للخلايا العظمية والتشقق الصغير المتشكل (انقسام على طول مستويات الانقسام الطبيعية). تتشابه السمات المجهرية مع تلك الخاصة بنقص التروية أو النخر العظمي العقيم للعظام الطويلة، والنخر العظمي الناجم عن الكورتيكوستيرويد، والتهاب العظم والنقي عند الغواصين (غواصي البحار العميقة).
من غير النادر أن نرى في الجزء الإسفنجي من رأس الفخذ ترابيقًا تحتوي على خلايا عظمية سليمة تبدو أنها حية، لكنها في الواقع لم تعد قادرة على تصنيع الكولاجين، ويتفق ذلك مع الموجودات المرضية في العظم الإسفنجي السنخي.
يمكن أن يؤثر النخر العظمي على أي عظم، ولكن غالبًا ما يصيب الوركين والركبتين والفكين. يكون الألم شديدًا في كثير من الأحيان، خاصةً في حال إصابة الأسنان و/أو فرع من العصب ثلاثي التوائم، لكن لا يعاني العديد من المرضى من الألم، على الأقل في المراحل المبكرة. عندما يُزعم أن ألم الوجه الحاد ناتج عن تنخر العظم، فإن مصطلح NICO يستخدم أحيانًا للتعبير عن النخر العظمي التجويفي المُسبب للألم العصبي، ولكن يُعد ذلك مثيرًا للجدل وغير مفهوم بشكل كامل.
تحفز الإصابة بالنخر العظمي حتى في أشكالها الخفيفة أو المتوسطة، خلق بيئة تساعد على نمو البكتيريا داخل النخاع. نظرًا لأن العديد من الأفراد يعانون من التهابات منخفضة الدرجة في الأسنان واللثة، فمن المحتمل أن تكون هذه الالتهابات إحدى الآليات الرئيسية التي يمكن أن تتفاقم من خلالها مشكلة تدفق الدم إلى النخاع، ستؤدي أي عدوى أو التهاب موضعي إلى زيادة الضغط والتخثر في المنطقة المصابة. لا تملك العظام الأخرى آلية مشابهة تمثل عامل خطر رئيسي للنخر العظمي. عُزلت مجموعة متنوعة من البكتيريا من آفات العظم المتنخر، وهي مشابهة للبكتيريا التي تكون موجودة في حالات التهاب اللثة أو الأسنان الضعيفة. ومع ذلك، وبحسب التلوين الخاص بأنسجة الخزعات، نادرًا ما نشاهد أعدادًا كبيرة من هذه البكتيريا، وبما أن النخر العظمي في الفك ليس حالة إنتانية بدئية فهو يترافق مع العديد من الإنتانات الثانوية ومع التهاب العظم والنقي غير القيحي المزمن. لا يبدو أن الالتهابات الفطرية في العظم المصاب تشكل عقبة ذات أهمية، أما الالتهابات الفيروسية فهي لم تُدرس بعد. يمكن لبعض الفيروسات، مثل فيروس الجدري أن تُسبب تنخرًا في العظم.

## التشخيص

### التصنيف
يصنف تنخر عظم الفك بحسب شدة التنخر وعدد الآفات وحجمها. يُعطى النخر العظمي الأكثر شدة درجة أعلى، ويُعتبر النخر العظمي في الفك غير المترافق مع أعراض بعد أنه من الدرجة الأولى، والنخر العظمي الشديد أنه من الدرجة الرابعة.